# Nicolas Brouwet
Pour les articles homonymes, voir Brouwet.
Nicolas Brouwet, né le 31 août 1962 à Suresnes, est un évêque catholique français, évêque de Nîmes depuis août 2021.

## Biographie

### Formation
Après avoir obtenu une maîtrise en histoire à l'université Paris-Sorbonne, Nicolas Brouwet suit sa formation en philosophie et en théologie au séminaire français de Rome, entrecoupée de deux années de coopération au séminaire de Beit Jala, près de Jérusalem. Il obtient un baccalauréat de philosophie et un baccalauréat de théologie à l'université grégorienne ainsi qu'une licence en théologie du mariage et de la famille à l'université pontificale du Latran.

## Principaux ministères

### Prêtre
Ordonné prêtre le 27 juin 1992 pour le diocèse de Nanterre par François Favreau, Nicolas Brouwet exerce son ministère sacerdotal pendant six ans dans l'aumônerie de l'enseignement public, notamment à la faculté de Sceaux et à l'aumônerie des étudiants.
Il assume ensuite les responsabilités de curé puis de doyen dans plusieurs paroisses du diocèse, notamment à Sèvres, Bourg-la-Reine, tout en étant, à partir de 2003, chargé de l'accompagnement des séminaristes du diocèse.

### Évêque
Il est nommé évêque auxiliaire de Nanterre auprès de Gérard Daucourt, avec le titre d'évêque titulaire  de Simidicca le 11 avril 2008 et est consacré le 29 juin suivant par Gérard Daucourt, évêque de Nanterre, assisté par Olivier de Berranger, évêque de Saint-Denis et par Pascal Roland, évêque de Moulins.
Il est alors le plus jeune évêque de France.
Nicolas Brouwet est nommé évêque de Tarbes et Lourdes le 11 février 2012, à l'occasion de la fête de Notre-Dame de Lourdes. Le vaticaniste Sandro Magister indique que cette nomination résulte d'un choix personnel du pape Benoît XVI et du préfet de la congrégation pour les évêques, le cardinal Ouellet, qui n'ont pas sollicité l'avis des cadres de cette congrégation. Il est installé le 25 mars suivant, à l'occasion de la fête de l'Annonciation.
Nicolas Brouwet est nommé évêque de Nîmes le 10 août 2021 par le pape François. La messe d’installation est célébrée le 18 septembre en la cathédrale Notre-Dame-et-Saint-Castor de Nîmes, en présence de l'archevêque de Montpellier, Pierre-Marie Carré et de Celestino Migliore, nonce apostolique en France.
Au sein de la conférence des évêques de France, Nicolas Brouwet est membre du Conseil pour les mouvements et associations de fidèles, chargé de l’accompagnement des mouvements du renouveau charismatique et membre du groupe de réflexion de bioéthique.

## Prise de position
À suite de la cérémonie d'ouverture des Jeux olympiques d'été de 2024, dont un des tableaux fait référence au Festin des dieux de l'Olympe par le peintre Jan van Bijlert mais vu comme une parodie de la Cène par l'Église catholique, il  célèbre le 3 août suivant, en la cathédrale Notre-Dame-et-Saint-Castor de Nîmes, une « messe de réparation »,.